# Кизилкаїнський сільський округ
Кизилкаї́нський сільський округ (каз. Қызылқайың ауылдық округі, рос. Кызыикаинский сельский округ) — адміністративна одиниця у складі Бухар-Жирауського району Карагандинської області Казахстану. Адміністративний центр — село Кизилкайин.
Населення — 1154 особи (2021; 1424 у 2009, 1627 у 1999, 1952 у 1989).
Станом на 1989 рік існувала Березняківська сільська рада (села Березняки, Саратовка, Тас-Аул) ліквідованого Тельманського району. До 2010 року округ називався Березняківським.

## Склад
До складу округу входять такі населені пункти:
| Населений пункт  | Населення, осіб (1989) | Населення, осіб (1999) | Населення, осіб (2009) | Населення, осіб (2021) |
| ---------------- | ---------------------- | ---------------------- | ---------------------- | ---------------------- |
| Кизилкайин, село | 1317                   | 1095                   | 1015                   | 839                    |
| Саратовка, село  | 276                    | 190                    | 137                    | 110                    |
| Тасаул, село     | 359                    | 342                    | 272                    | 205                    |